# Marci János
Marci János (17. század első fele – 1686 után) evangélikus lelkész és tanár.

## Élete
Leibici (Szepes megye) származású. Miután befejezte tanulmányait, 1660-ban már Wittenbergbe ment, de csak 1668. október 9-én a lett az egyetem hallgatója, ahol mesteri fokot nyert. Hazatérése után 1672-től Leibicen, azután 1683-ban és 1686-ban Iglón iskola-rektor volt.

## Művei
- Disputatio Passionalis Ex Capite XXVI. Matthaei De Abnegatione Petrina, Qvam ... Praeside ... Johanne Deutschmann ... Censurae submittit ... M.DC.LXIX. D. 10. Aprilis. Wittenbergae.
- Disputatio Theologico-Philologica De Manna Filiorum Israel In Deserto Qvam Supremo Annuente Numine, ... sub Praesidio ... Johannis Deutschmann ... sistit Autor & Respondens ... 1669. Uo.
- Cum Deo! Tirocinivm Logicum Breve quidem & succinctum, purum tamen & dilucidum, ex probatissimis Authoribus collectum & in usum studiosae Juventutis conscriptum. Leutschoviae, 1672.
- Wolgepflogene und rechterzogene Eheliche Ehren-Blum, Welche Der Edle ... Handelsmann ... in Leutschau, alsz Bräutigam ... Da Er Die Edele ... Jungfrau Elisabeth ... Herrn Pavli Sonntags Stadt-Richters ... in Iglo ... Tochter, zu einer ... Spons sich erwählet ... Anno 1683. Uo.
- Nicteria, ... Leopoldo I ... Uo. 1686.
- Himmel aufsteigendes Sieges-Opfer, welches ... Leopoldo dem ersten Römischen Kayser ... gewidmet ... Uo. 1686.

Üdvözlő verseket írt: Qvetonius, Sámuel, Collegium Secundum ... Wittebergae, 1660.; Applausus Votivus ... Ugyanott, 1668.; Dominick, Michael, Disputatio Theologica ... Uo. 1669. és Phoebeum Propempticum ... Uo. 1669. c. munkákba.